# Der letzte Gangster
Der letzte Gangster ist ein US-amerikanisches Drama des Regisseurs Edward Ludwig aus dem Jahr 1937.

## Handlung
Während der Prohibition heiratet der Gangsterboss Joe Krozac Talya, die von seinen kriminellen Aktivitäten nichts weiß.
Nach seiner Rückkehr in die USA ordnet er die Ermordung der Kile Brüder an, die in seiner Abwesenheit in sein Gebiet eingedrungen waren. Drei Brüder sterben, doch Acey Kile gelingt die Flucht.
Zu Krozacs Freude wird Talya schwanger, doch wird er kurz darauf wegen Steuerhinterziehung zu zehn Jahren Gefängnis verurteilt.
Nach einem Besuch Talyas bei Krozac in Alcatraz platziert der Journalist Paul North für ein Foto eine Waffe in den Händen des Babys. Talia geht zum Herausgeber der Zeitung, um sich über die Berichterstattung zu beschweren, ist aber nicht erfolgreich. Trotzdem gibt North beschämt seine Stelle auf und beginnt eine Beziehung mit ihr. Sie lässt sich scheiden, heiratet North, ändert ihren Namen und zieht mit ihm weg, um ein neues Leben zu beginnen.
Nach seiner Haftentlassung will sich Krozac an seiner Frau rächen und seinen Sohn entführen. Seine alte rechte Hand Curly überredet ihn aber, sich erst um seine alte Gang zu kümmern. Dies stellt sich als Falle heraus. Curly und die Gang foltern Krozac, um zu erfahren, wo er sein Geld versteckt hat. Als sie mit Folter nicht weiterkommen, entführen sie seinen Sohn und Krozac gibt nach.
Die Gang flieht mit der Beute, wird aber von der Polizei erschossen.
Krozac versucht seinen Sohn erfolglos davon zu überzeugen, dass eigentlich er sein Vater ist. Auf dem Weg kommen er und sein Sohn sich näher und Krozac entschließt sich, seinen Sohn bei der Mutter zu belassen.
Im Anschluss trifft er auf Acey Kile, der ihn mit einer Pistole in Schach hält und ihm ankündigt, ihn erst zu erschießen und dann die Identität des Jungen an die Presse zu geben. Krozac stürzt sich auf Acey und es gelingt ihm, Acey mit in den Tod zu nehmen.

## Kritik
„Robinson's dynamic performance, and slick MGM production, elevate this tale of an underworld chief who's sent away for ten years, obsessed by the thought of the son he's never met. Entertaining story by William Wellman and Robert Carson was originally to have been called Another Public Enemy.“